# Rosica
Rosica (bulharsky Росица) je řeka v severním Bulharsku. Pramení na Staré planině a teče Předbalkánem do Dolnodunajské nížiny, kde se vlévá do Jantry jako její levý a největší přítok. Její délka je 164 km, což ji řadí na 13. místo mezi bulharskými řekami.

## Průběh toku
Řeka Rosica pramení 300 m severně od chaty Mazalat v pohoří Kalofer v nadmořské výšce asi 1400 m a směřuje na sever. Nedaleko obce Batoševo teče v hluboce zařezaném zalesněném údolí. Pak se její údolí rozšiřuje a za vesnicí Gorna Rosica vstupuje do Sevlievské kotliny. Z vesnice Kormjansko do vesnice Gorsko Kosovo protíná Sevlievské výšiny roklí, kde je přehrazena a vytváří hlubokou nádrž. Po odtoku z přehrady Rosica směřuje na severovýchod a od města Bjala Čerkva na východ, protéká širokým údolím mezi Pavlikenskou plošinou na severu a Trnovskou vysočinou na jihu. V této části údolí je obklopena obdělávanou půdou a tvoří hranici mezi Dolnodunajskou nížinou a Předbalkánem. Vlévá se do řeky Jantra zleva v nadmořské výšce 44 m, 2 km východně od vesnice Krušeto, obština Gorna Orjachovica.

## Povodí

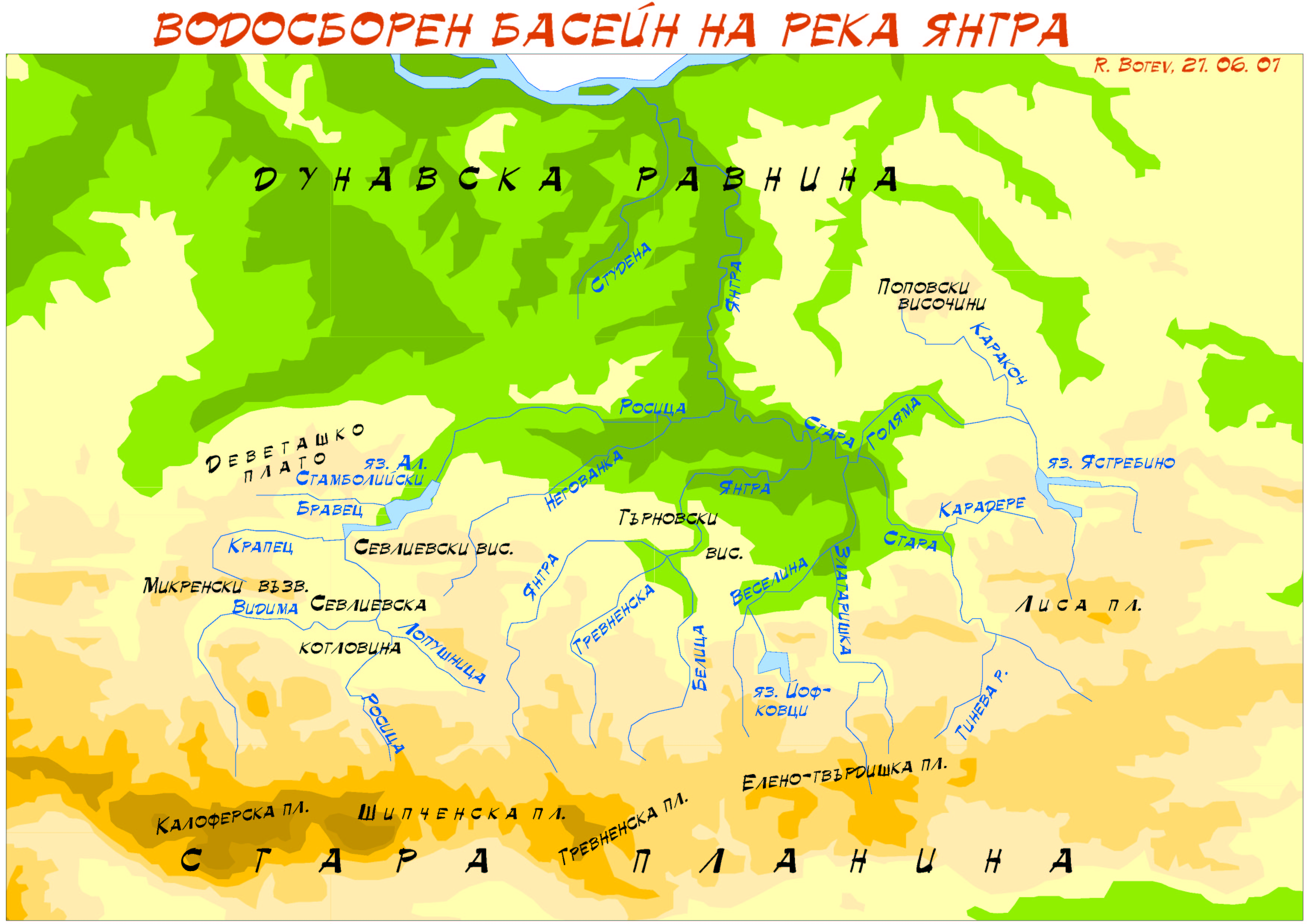
Mapa povodí Jantry

Plocha povodí Rosici je 2 262 km², což představuje 28,8 % povodí Jantry, a její hranice jsou následující:
- na západě a severozápadě – povodí řeky Osăm
- na severu, východě a severovýchodě – s povodími malých řek, které se přímo vlévají do řeky Jantra
- na jihu – s povodím řeky Marica

Její povodí je na Staré planině zalesněno převážně listnatými lesy. V podhorské části je povodí Rosici dobře zalesněné a zatravněné. Vysoké lesy postupně ustupují nízkým.

## Přítoky
Hlavní přítoky – → levý přítok, ← pravý přítok:
- ← Malá Buchalnica
- → Bagrenica
- ← Zelenkovec
- → Bjala reka
- ← Marišnica
- → Negojčevica
- → Studena reka
- → Štolbi
- ← Lopušnica 22[p 1]/148[p 2]
- → Vidima 68[p 1]/554[p 2]

- ← Gradniška reka 21/23

- ← Čoparata 21[p 1]/65[p 2]
- → Krapec[p 3] 34[p 1]/140[p 2]
- → Măgăra[p 3]
- ← Karakajnak[p 3]
- ← Negovanka 46,3[p 1]/172,7[p 2]
- ← Bochot (Bochoťa, Kurudere) 32[p 1]/99[p 2]

## Vodní režim
Průměrný roční průtok u města Sevlievo je 10,6 m³/s. Podél řeky jsou postaveny další 4 hydrometrické stanice – poblíž vesnice Vodolej, vesnice Valevci, u ústí řeky Vidima a u ústí řeky do Jantry.
Rosica je řeka s výraznými sezónními výkyvy. Maximální průtok je v měsících duben až červen v důsledku tání sněhu a minimální v září. Během jarního vysokého stavu vody protéká asi 70–80 % ročního průtoku a během letního a podzimního nízkého stavu vody to je jen 9–10 %.
Odtokový režim Jantry je smíšený – dešťovo-sněhový a krasový z podzemní vody. Ze Staré planiny voda odtéká převážně důsledkem tání sněhu a dešťových srážek, kdežto v Předbalkánu je zásobována z podzemních krasových vod.
Řeka Rosica velmi často způsobuje záplavy, a proto byl její nízký levý břeh téměř po celé své délce v Dolnodunajské nížině zpevněn ochrannými hrázemi. Řeka se několikrát rozvodnila: v letech 1848, 1858, 1871, 1897 a 1901. 28. června 1939 se po přívalových deštích řeka vylila z břehů; desítky domů a silnic byly zničeny, stovky domácích zvířat se utopily a lidských obětí bylo 47.

## Sídla

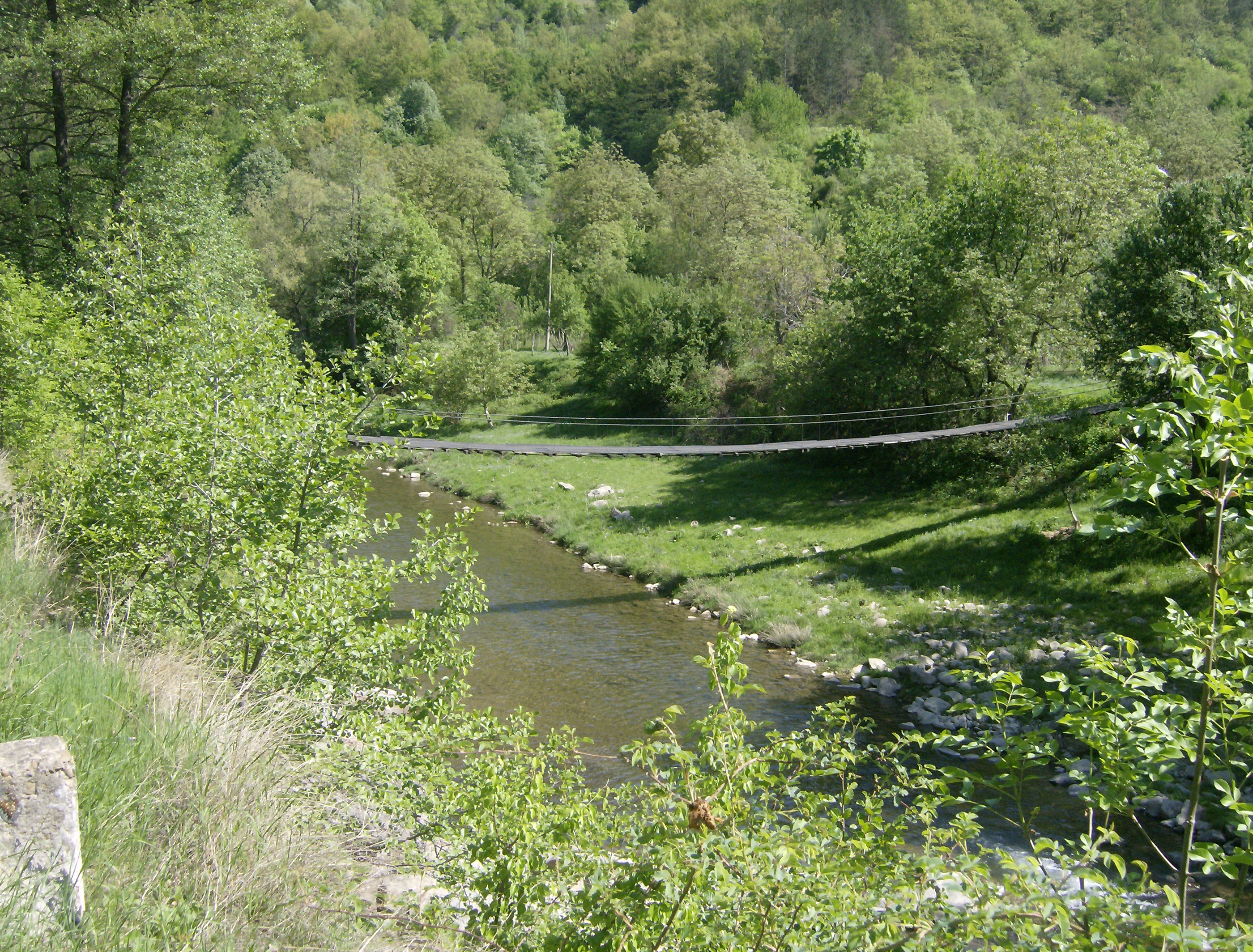
Rosica v dědině Batoševo

Podél řeky se nachází 2 města a 17 vesnic:
- Gabrovská oblast

- Obština Sevlievo – Ugorelec, Valevci, Tumbalovo, Stokite, Popska, Karamičevci, Batoševo, Gorna Rosica, Sevlievo

- Velikotarnovská oblast

- Obština Suchindol – Gorsko Kosovo, Krasno Gradište
- Obština Pavlikeni – Rositsa, Bjala Čerkva, Stambolovo, Lesičeri
- Obština Veliko Tărnovo – Dičin, Vodolej, Resen

## Hospodářský význam
Na horním toku, pod obcí Batoševo, stojí od roku 1927 jedna z nejstarších bulharských vodních elektráren, takže obec měla veřejné osvětlení již od třicátých let.
Především na dolním toku v Dolnodunajské nížině se voda z řeky využívá zejména k zavlažování. Za tímto účelem byla v roce 1953 v nejužší části říční soutěsky skrze Sevlievské výšiny postavena přehrada Alexandăr Stambolijski. Vody přehrady a její břehy nabízejí skvělá místa k relaxaci a rybolovu. Na úpatí hráze funguje vodní elektrárna Rosica.

## Ostatní
V obci Batoševo, poblíž řeky, se nachází Batoševský klášter Uvedení přesvaté Bohorodice do chrámu.
Nedaleko obce Gorna Rosica, na levém břehu řeky, byla vybudována moderní motoristická dráha Gorna Rosica.
Přes řeku poblíž Sevlieva vede kamenný most, postavený v letech 1857–1858 mistrem Kolju Fičetem.
9 km před ústím řeky, na jejím levém břehu, v katastru obce Nikjup, se nacházejí pozůstatky starověkého římského města Nicopolis ad Istrum, založeného v roce 102 římským císařem Trajánem.